# Marmagne (Cher)
Marmagne és un municipi francès, situat al departament de Cher i a la regió de Centre – Vall del Loira. L'any 2007 tenia 1.996 habitants.

## Demografia

### Població
El 2007 la població de fet de Marmagne era de 1.996 persones. Hi havia 794 famílies, de les quals 184 eren unipersonals (76 homes vivint sols i 108 dones vivint soles), 279 parelles sense fills, 275 parelles amb fills i 56 famílies monoparentals amb fills.
La població ha evolucionat segons el següent gràfic:
Habitants censats

### Habitatges
El 2007 hi havia 910 habitatges, 818 eren l'habitatge principal de la família, 40 eren segones residències i 51 estaven desocupats. 881 eren cases i 22 eren apartaments. Dels 818 habitatges principals, 688 estaven ocupats pels seus propietaris, 113 estaven llogats i ocupats pels llogaters i 18 estaven cedits a títol gratuït; 1 tenia una cambra, 23 en tenien dues, 109 en tenien tres, 257 en tenien quatre i 428 en tenien cinc o més. 691 habitatges disposaven pel capbaix d'una plaça de pàrquing. A 298 habitatges hi havia un automòbil i a 466 n'hi havia dos o més.

### Piràmide de població
La piràmide de població per edats i sexe el 2009 era:
| Homes | Edats   | Dones |
| ----- | ------- | ----- |
| 0     | 95 o +  | 0     |
| 4     | 90 a 94 | 20    |
| 16    | 85 a 89 | 8     |
| 12    | 80 a 84 | 24    |
| 20    | 75 a 79 | 48    |
| 32    | 70 a 74 | 52    |
| 36    | 65 a 69 | 40    |
| 52    | 60 a 64 | 56    |
| 28    | 55 a 59 | 36    |
| 68    | 50 a 54 | 68    |
| 84    | 45 a 49 | 68    |
| 88    | 40 a 44 | 96    |
| 84    | 35 a 39 | 104   |
| 84    | 30 a 34 | 72    |
| 28    | 25 a 29 | 44    |
| 28    | 20 a 24 | 20    |
| 80    | 15 a 19 | 32    |
| 76    | 10 a 14 | 80    |
| 60    | 5 a 9   | 64    |
| 64    | 0 a 4   | 40    |

## Economia
El 2007 la població en edat de treballar era de 1.312 persones, 1.013 eren actives i 299 eren inactives. De les 1.013 persones actives 962 estaven ocupades (506 homes i 456 dones) i 51 estaven aturades (22 homes i 29 dones). De les 299 persones inactives 123 estaven jubilades, 111 estaven estudiant i 65 estaven classificades com a «altres inactius».

### Ingressos
El 2009 a Marmagne hi havia 840 unitats fiscals que integraven 2.081 persones, la mediana anual d'ingressos fiscals per persona era de 21.196 €.

### Activitats econòmiques
Dels 79 establiments que hi havia el 2007, 5 eren d'empreses extractives, 3 d'empreses alimentàries, 1 d'una empresa de coc i refinatge, 1 d'una empresa de fabricació de material elèctric, 2 d'empreses de fabricació d'altres productes industrials, 14 d'empreses de construcció, 14 d'empreses de comerç i reparació d'automòbils, 2 d'empreses de transport, 3 d'empreses d'hostatgeria i restauració, 1 d'una empresa d'informació i comunicació, 2 d'empreses financeres, 6 d'empreses immobiliàries, 8 d'empreses de serveis, 11 d'entitats de l'administració pública i 6 d'empreses classificades com a «altres activitats de serveis».
Dels 16 establiments de servei als particulars que hi havia el 2009, 1 era una oficina de correu, 1 taller de reparació d'automòbils i de material agrícola, 4 paletes, 2 fusteries, 1 lampisteria, 2 electricistes, 3 perruqueries, 1 agència immobiliària i 1 saló de bellesa.
Dels 7 establiments comercials que hi havia el 2009, 1 era una gran superfície de material de bricolatge, 2 fleques, 2 carnisseries, 1 una llibreria i 1 una joieria.
L'any 2000 a Marmagne hi havia 23 explotacions agrícoles que ocupaven un total de 2.628 hectàrees.

## Equipaments sanitaris i escolars
L'únic equipament sanitari que hi havia el 2009 era una farmàcia.
El 2009 hi havia una escola elemental.

## Poblacions més properes
El següent diagrama mostra les poblacions més properes.